# Charles Bobba
Charles Bobba (ou Bobbaz), mort le 10 février 1636, est un prélat originaire du Montferrat du XVIIe siècle, évêque de Maurienne (1618-1636).

## Biographie

### Origines
Charles Bobba est originaire d'une « famille très distinguée » du Montferrat (Piémont),. Il serait né probablement en 1577. Son frère, Ascagne, est marquis de Gralia, chevalier de l'Ordre de l'Annonciade et Grand chambellan de Savoie,.
Angley indique que sa famille a des liens particuliers avec la famille Borromée et il porterait ainsi son prénom en l'honneur de l'archevêque de Milan et saint Charles Borromée,. Il fut, semble-t-il, son parrain.

### Carrière ecclésiastique
Entrée dans les ordres, il est aumônier du cardinal Maurice de Savoie,. Il l'accompagne notamment à Rome où des soucis de santé l'oblige à rentrer dans sa patrie,.
Dans le diocèse de Maurienne, Philibert François Milliet de Faverges est appelé à devenir archevêque de Turin et il résigne en faveur de Charles Bobba, le 13 mai 1619. Il prend possession du diocèse quelques mois plus tard, le 15 juillet 1619,. Il est à l'origine du couvent des Bernardines de Saint-Jean-de-Maurienne, occupé ensuite par le collège libre de Saint-Joseph. Son épiscopat reste marqué par des soucis de santé, notamment la goutte.
La vallée de la Maurienne est par ailleurs frappée, tout comme le reste du duché de Savoie, par la peste et la guerre, avec l'invasion par les troupes du roi de France.
Charles Bobba meurt le 10 février 1636,. Son corps est inhumé dans le tombeau du Cardinal de Gorrevod, dans la chapelle de Jésus de la cathédrale de Saint-Jean-de-Maurienne,.